# Aranrúth
En El Silmarillion, Aranrúth es la espada de Elu Thingol, rey de Doriath, forjada por los enanos de Nogrod.
En el idioma élfico sindarin, Aranrúth significa ‘ira del rey’ (aran- = ‘rey’, ‘señor’ + -rúth = ‘ira’, ‘cólera’). 
Se sabe que los sindar usaban espadas antes del retorno de los noldor en el año 1 de la Primera Edad del Sol. La primera batalla peleada en Beleriand, que forma parte de las Batallas de Beleriand, fue una ofensiva de orcos innumerables en contra de los sindar. Se presume que ésta es la única ocasión que Thingol blande la espada en batalla, ya que, por sabiduría o desatino, Thingol se refugió tras la Cintura de Melian y nunca salió a presentar batalla a Morgoth. Por el contrario, se limitó a mantener dominio sobre sus tierras y a proteger sus bordes. 
Tras la muerte de Thingol, se presume que Aranrúth pasó a su nieto, Dior Eluchíl, como heredad, y, tras el asesinato de Dior, su hija Elwing llevó la espada tras la ruina de Doriath a las bocas del Sirion. La espada llegó finalmente a manos de Elros (Tar-Minyatur), hijo de Elwing y Eärendil, y primer rey de Númenor. Aranrúth se convirtió en heredad de la casa real de Elros y los Reyes de Númenor y se perdió con Ar-Pharazôn, cuando éste y su ejército fue congelado en las costas de Araman. 
Podemos presumir que Aranrúth será vista nuevamente en la Dagor Dagorath, cuando Ar-Pharazôn sea despertado a pelear del lado de los Valar para enfrentar a las huestes de Morgoth Bauglir.
- Datos: Q7476426